# Carte de Cassini

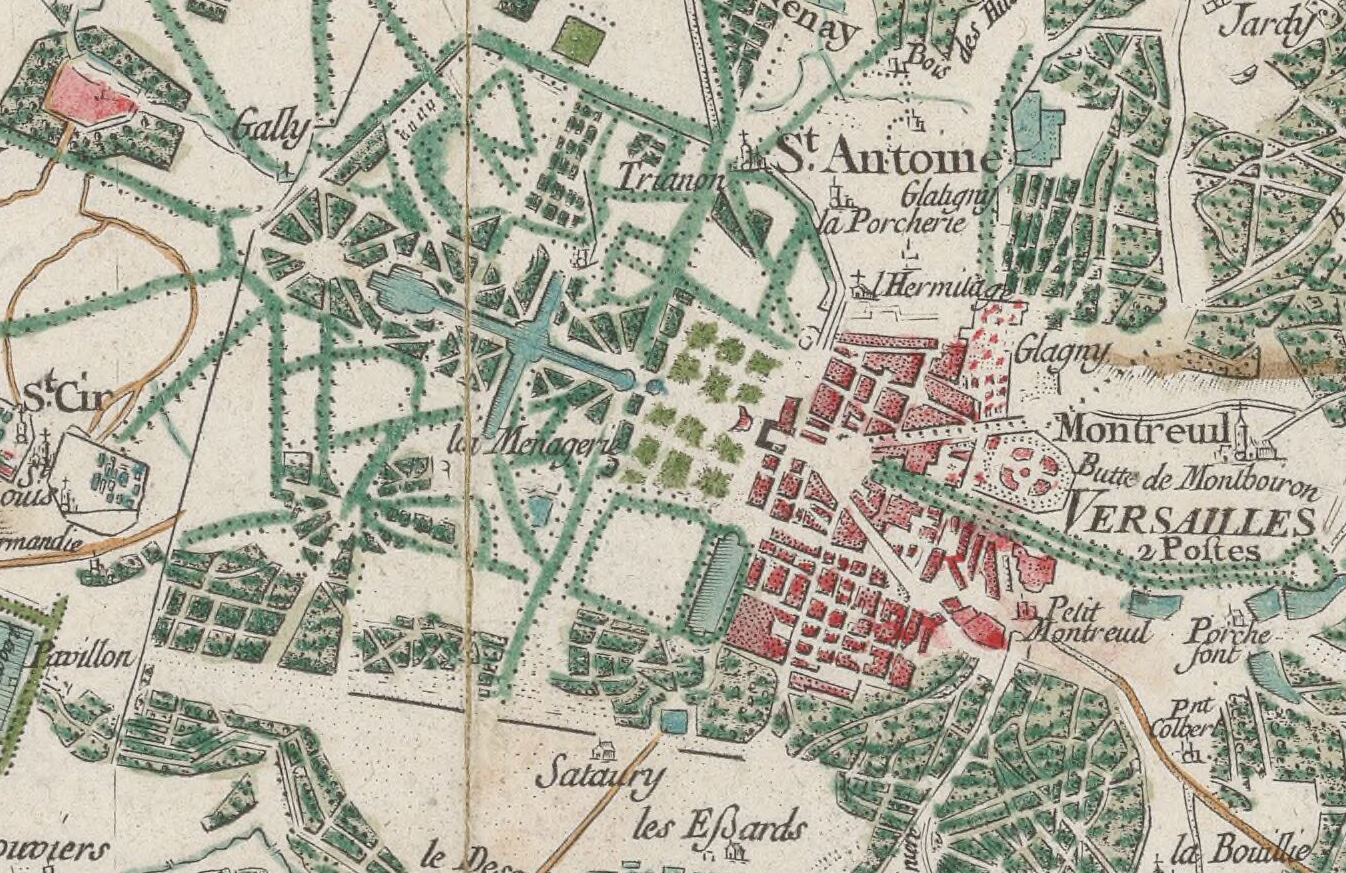
Karte von Schloss Versailles und seinem Park (Ausschnitt)

Carte de Cassini, auch Carte de France de l’Académie, heißt das erste Kartenwerk, das Frankreich auf der Basis einer genauen geodätischen Vermessung darstellte. Es ist im Wesentlichen das Werk von César François Cassini de Thury (Cassini III) und seinem Sohn Jean Dominique Comte de Cassini (Cassini IV). Die Veröffentlichungen begannen 1747 mit einer Übersichtskarte, die Erstellung und Veröffentlichung der Einzelblätter erstreckte sich mit Unterbrechungen bis 1818. Auch heute noch wird sie von Personen mit Interesse an historischen Karten benutzt und ist im französischen Geoportal online einsehbar.

## Vorgeschichte

### Ludwig XIV. – Colbert – Jean Picards Meridianbogen Paris–Amiens

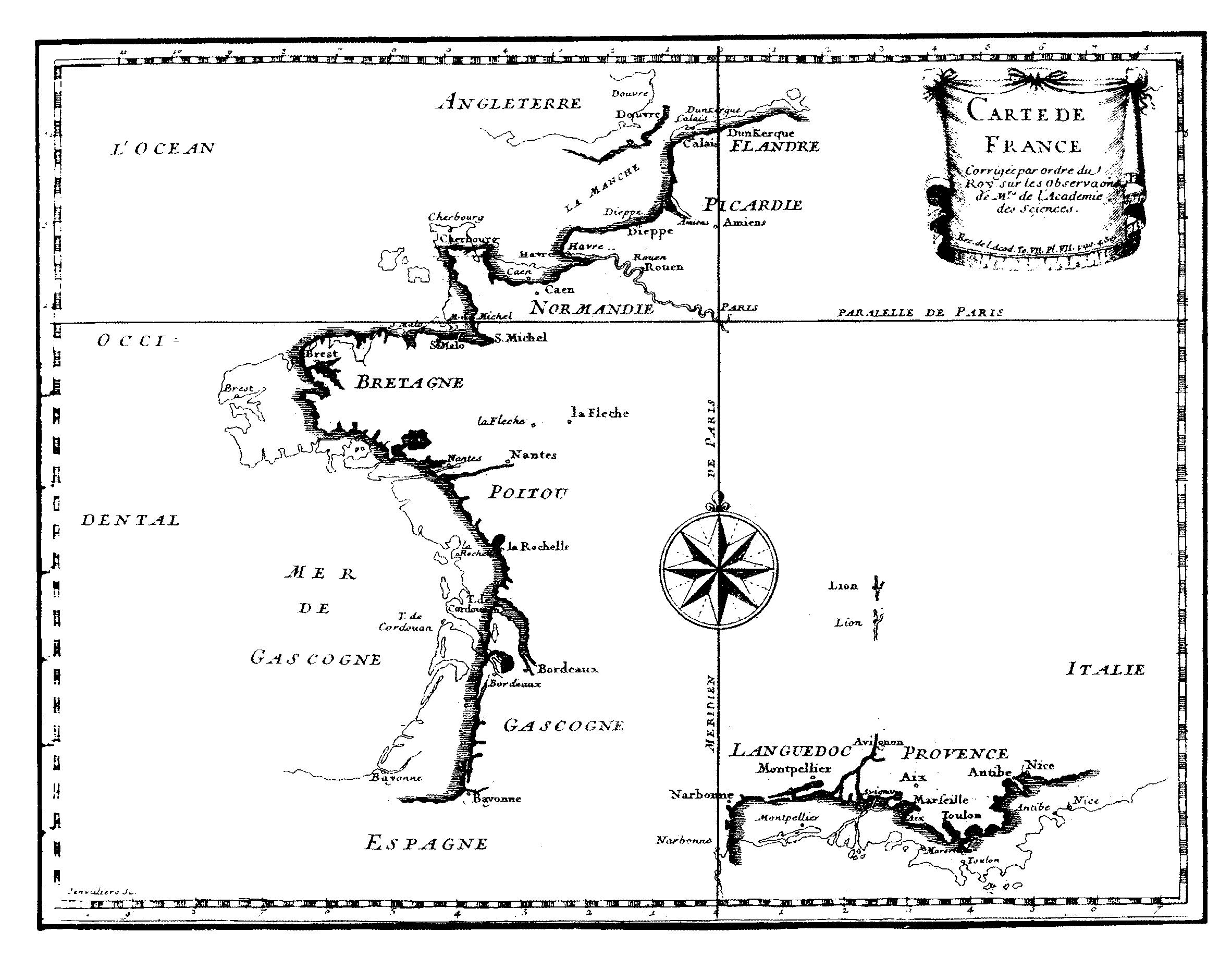
Carte de France corrigée

Der Ursprung des Kartenwerkes kann auf König Ludwig XIV. zurückverfolgt werden. Dessen Minister Jean-Baptiste Colbert hatte die Académie Royale des Sciences im Dezember 1666 gegründet und ihren Mitgliedern 1668 mitgeteilt, er wünsche genauere Karten von Frankreich als die bis dahin gebräuchlichen und bitte, die dazu notwendigen Maßnahmen vorzubereiten.
In den Jahren 1669 und 1670 führte Jean Picard deshalb auf dem Meridian von Paris eine Gradmessung mittels Triangulation und erstmals mit Quadranten durch, die Messfernrohre mit Fadenkreuzokularen und Mikrometer hatten und dadurch eine bis dahin nicht mögliche Präzision erreichten. Diese Messstrecke wurde später als der Meridianbogen Paris–Amiens bezeichnet. Daraus und aus astronomischen Ortsbestimmungen, die Picard und Philippe de La Hire in den Jahren 1679 bis 1682 durchführten sowie aus örtlichen Vermessungen einzelner Küstenabschnitte entstand die Carte de France corrigée par Ordre du Roy sur les observations de Messieurs de l'Académie des Sciences (Karte Frankreichs, gemäß dem Befehl des Königs entsprechend den Beobachtungen der Herren der Académie des Sciences korrigiert). Sie wurde von La Hire 1682 der Académie und dem König vorgestellt, der daraufhin scherzhaft geäußert habe, dass «ces Messieurs de l'Académie lui avaient enlevé une partie de ses États» (diese Herren der Akademie ihm einen Teil seines Staates weggenommen haben).

### Meridian von Paris – Cassini I – Cassini II
Picard hatte schon darauf hingewiesen, dass die notwendige Genauigkeit eine Gradmessung durch ganz Frankreich erfordere. Colbert beauftragte deshalb Jean-Dominique Cassini (Cassini I), den südlichen Teil bis Perpignan und Philippe de la Hire, den nördlichen Teil bis Dünkirchen zu vermessen. Diese Gradmessung wurde später Meridienne de Paris (Meridian von Paris) genannt. Die Arbeiten wurden jedoch infolge von Colberts Tod 1683 beendet. 1700 befahl Ludwig XIV. die Fortsetzung der Arbeiten, bei denen Cassini nun durch seinen Sohn Jacques Cassini (Cassini II) unterstützt wurde, die aber schon 1701 wieder eingestellt werden mussten, da die verfügbaren Mittel für den Spanischen Erbfolgekrieg benötigt wurden. Nach dem Tod von Cassini I (1712) und von Ludwig XIV. (1715) wurde die Vermessung 1718 unter der Regentschaft des Duc d’Orléans durch Jacques Cassini, Giacomo Filippo Maraldi und La Hires Sohn fortgesetzt und beendet. In Cassinis 1720 veröffentlichter Beschreibung dieser Gradmessung sind detaillierte Karten der Triangulation und eine vollständige Carte de France enthalten.

### Längenproblem – Quertriangulationen – Form der Erde
1733 wurde Jacques Cassini (Cassini II) von Philibert Orry, Ministre d'État et Contrôleur général des finances, beauftragt, die für die genaue Bestimmung der geographischen Länge erforderliche Quertriangulation vorzunehmen. Er vermaß daher die Strecke von Paris westwärts bis nach Granville und Saint-Malo, die in etwa dem senkrecht zum Meridian von Paris verlaufenden Großkreis folgte, und im folgenden Jahr die Strecke nach Straßburg.
Bei diesen Vermessungen tauchte immer wieder das große physikalische Problem der damaligen Zeit auf, ob die Erde an den Polen abgeplattet sei. Deshalb entsandte die Académie 1735 eine Expedition nach Peru unter Bouguer, La Condamine und Godin und 1736 eine nach Lappland unter Maupertuis. Die Berichte von Maupertuis (1737) und Bouguer (1749) klärten die Frage endgültig im Sinne einer Abplattung.
Währenddessen wurden die Triangulationen in Frankreich fortgesetzt durch nord-südliche Strecken von Saint-Malo nach Nantes und durch Lyon sowie durch vier west-östliche Strecken auf der Höhe von Amiens, Orléans, Lyons und Bayonne. In den Jahren 1736 bis 1740 wurden außerdem die Küsten und die Landesgrenzen trianguliert.
Nachdem die Form der Erde endgültig geklärt war, wiederholte Cassini de Thury (Cassini III) 1739 abschließend die Messung des Meridian von Paris.

## Erste Karten
Damit war eine präzise Grundlage aus 400 Dreiecken und 18 Basislinien für die anschließenden kartografischen Werke geschaffen worden.

### Nouvelle Cartevon 1744

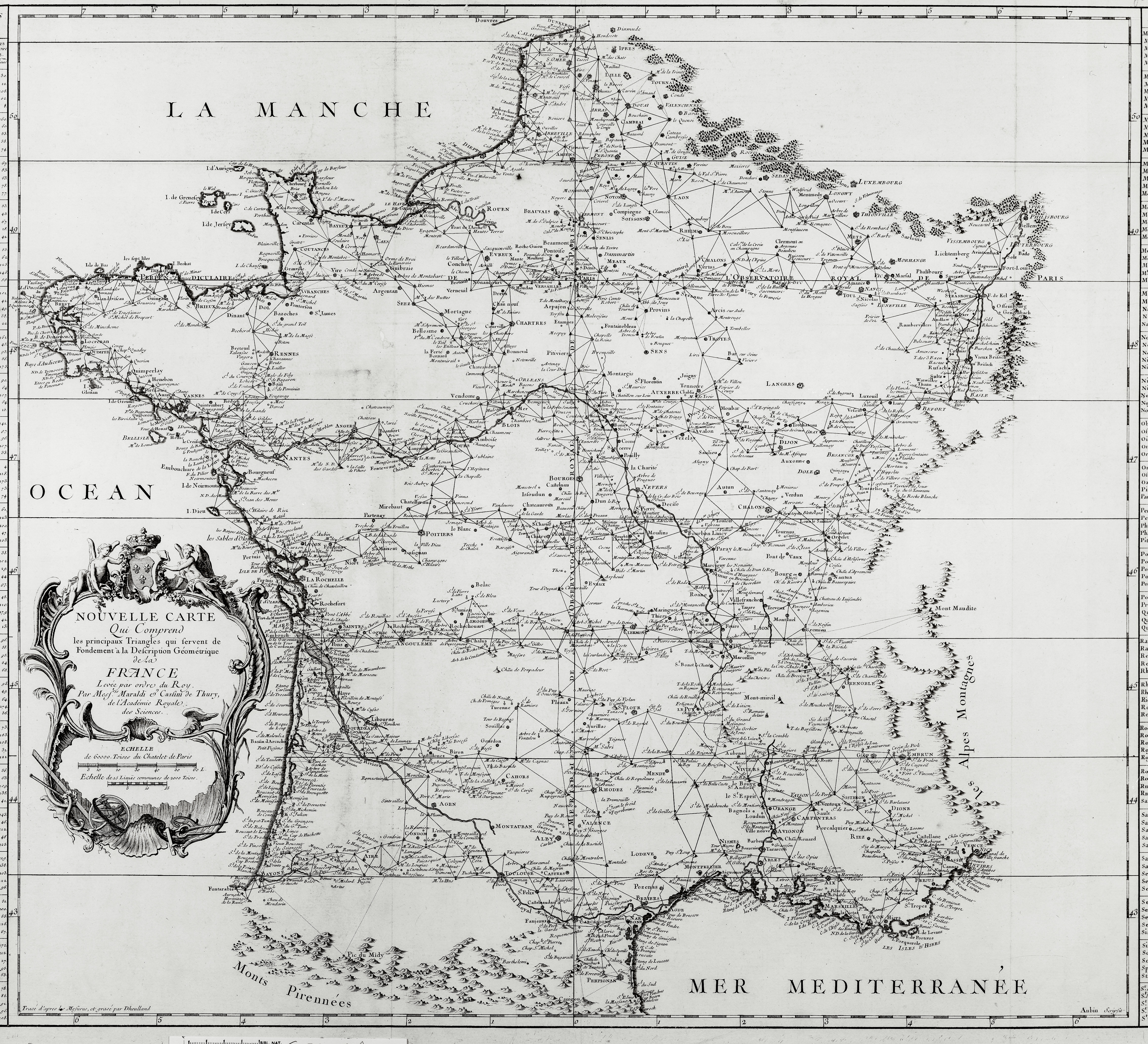
Nouvelle Carte … de la France mit den weiteren Triangulationen, 1744

In den folgenden Jahren führte Cassini de Thury verschiedene ergänzende Triangulationen durch. 1744 erstellte er die Nouvelle Carte Qui Comprend les principaux Triangles qui servent de Fondement à la Description Géométrique de la France Levée par ordre du Roy par Messrs. Maraldi et Cassini de Thury, de l'Académie Royale des Sciences (Neue Karte, die die wesentlichen Dreiecke enthält, die die Grundlage der geometrischen Beschreibung Frankreichs bilden, ausgeführt gemäß der Anordnung des Königs von Herren Maraldi und Cassini de Thury, (Mitglieder) der Académie Royale des Sciences), die er 1745 der Académie vorstellte. Sie fasste erstmals sämtliche Triangulationen zusammen. Ihr Maßstab war ungefähr 1 : 1.799.000. Ihre Kartusche war nicht datiert und wurde später erneut verwendet, was zu Verwirrungen führt. Sie enthielt nun fast 800 Dreiecke und 19 Basislinien. Dennoch wies sie leere Bereiche auf. Cassini de Thury wollte sie nicht mit anderen, existierenden Kartenwerken füllen, sondern zog es vor, sich auf die mit eigenen Mitteln durch Triangulation ermittelten Ergebnisse zu beschränken.

### Carte qui comprend tous les lieux de la Francevon 1747
1747 veröffentlichte Cassini de Thury eine Karte, die nicht mehr nur die Dreiecke enthielt, sondern auch Orte und Flüsse darstellte (Carte qui comprend tous les lieux de la France qui ont été déterminés par les opérations géométriques (Karte, die alle Orte Frankreichs enthält, die mit geometrischen Mitteln erfasst wurden)). Sie bestand aus 18 Blättern von 141 × 126 cm; ihr Maßstab war 1 : 878.000.
Auf ihrer Grundlage veröffentlichte Philippe Buache, ebenfalls Mitglied der Académie Royale des Sciences, im gleichen Jahr die Carte de France dressée sur les observations de Mrs de l'Académie Royale des Sciences, in der erstmals ganz Frankreich geographisch korrekt mit Städten und Flüssen dargestellt wurde.

## Ludwig XV. beauftragt Cassini III mit der Kartierung Frankreichs
Cassinis Karte von 1747 enthielt auch jene Teile Flanderns, die er während des Österreichischen Erbfolgekrieges für Ludwig XV. bzw. für dessen Generäle unter dem Marschall von Sachsen kartographiert hatte. Ludwig XV. war vom militärischen Wert dieser Karte und der zugehörigen Detailkarten von den Schlachtfeldern so angetan, dass er Cassini mit der Erstellung eines Kartenwerks für Frankreich im Maßstab 1 ligne : 100 toises bzw. 1 : 86.400 (1 toise = 846 lignes) beauftragte. Die Herstellung sollte 20 Jahre dauern, für die Ludwig XV. ein jährliches Budget von 40.000 Livre zusicherte.
Nach dem Frieden von Aachen erhielt Cassini die ersten Gelder, mit denen er Vermessungsfachleute für die kleinteilige Aufnahme des Landes, Zeichner, Graveure, Drucker usw. bezahlen konnte. Seine eigentliche Arbeit begann etwa 1750.
Sechs Jahre später präsentierte er dem König im Schloss von Compiègne die beiden ersten Karten, die von Paris und die nördlich anschließende Karte von Beauvais. Der König war zufrieden, aber eröffnete ihm, dass sein Contrôleur Général Machault d’Arnouville wegen des Siebenjährigen Krieges in Zukunft kein Geld mehr für die Karten bereitstellten könne.

## Privatisierung durch Cassini III

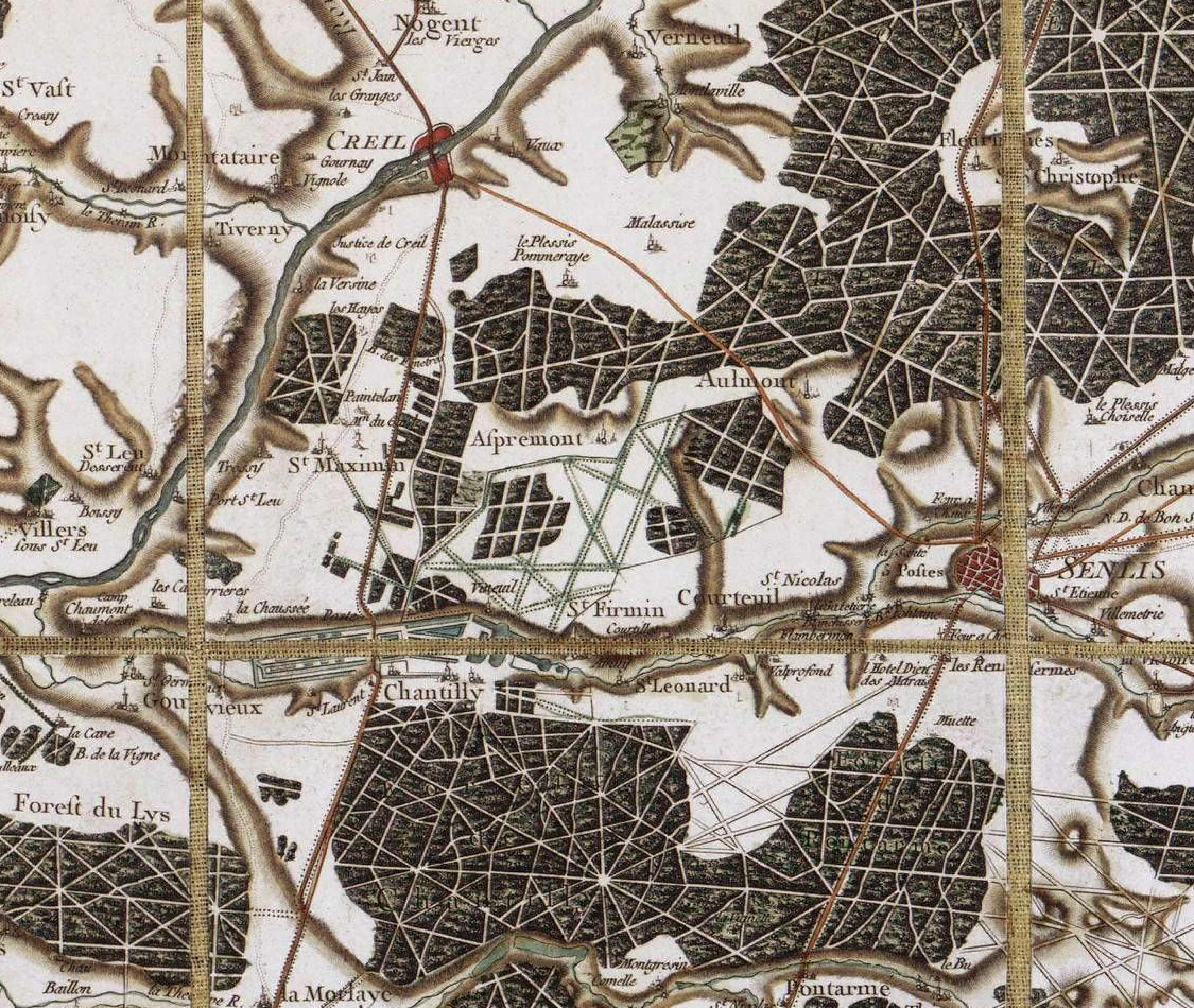
Ausschnitt aus dem Blatt N° 2 von Beauvais, 1756

Cassini de Thury beschloss darauf – mit des Königs Einverständnis –, die Karten selbst herauszugeben. Dazu gründete er eine Gesellschaft von fünfzig hochrangigen Mitgliedern, darunter Madame de Pompadour, die sich verpflichteten, die zur Fertigstellung der Karten erforderlichen Beiträge zu leisten. Die Gesellschaft wurde ordentlich verwaltet; die Blätter konnten teurer als die damals üblichen Karten verkauft werden. Später, im Jahre 1780, gab es anstatt der Gesellschafter 203 Subskribenten. Alle Kartenblätter wurden von der Académie Royale überwacht. Die Originale wurden im Depot des Pariser Observatoriums verwahrt.
Die Anfertigung der Kartenblätter ging stetig voran. 1783 veröffentlichte Cassini de Thury eine umfassende Beschreibung der Arbeit.

## Tod von Cassini III, Fortführung durch Cassini IV
Cassini de Thury erlebte die Fertigstellung seines großen Werkes allerdings nicht mehr. Als er 1784 an den Pocken starb, waren etwa 150 Blätter veröffentlicht. Sein Sohn Jean Dominique, der schon zehn Jahre lang mitgearbeitet hatte, führte die Arbeit fort.
Die Geländeaufnahme war 1789 abgeschlossen. Savoyen gehörte damals nicht zu Frankreich und wurde daher nicht aufgenommen, auch Korsika und die Île d’Yeu wurden nicht berücksichtigt. Die letzten Blätter im Format 75 cm × 105 cm wurden 1815 veröffentlicht. Dass es so lange dauerte, lag auch daran, dass die Karten zu Beginn der Koalitionskriege aus Geheimhaltungsgründen beschlagnahmt und vom Pariser Observatorium in das Dépôt de la Guerre verbracht wurden.
Die Kartenblätter wurden auf Kupferplatten in Schwarzweiß gedruckt. Verschiedene Blätter wurden anschließend von Hand koloriert und erfreuten sich großer Beliebtheit.

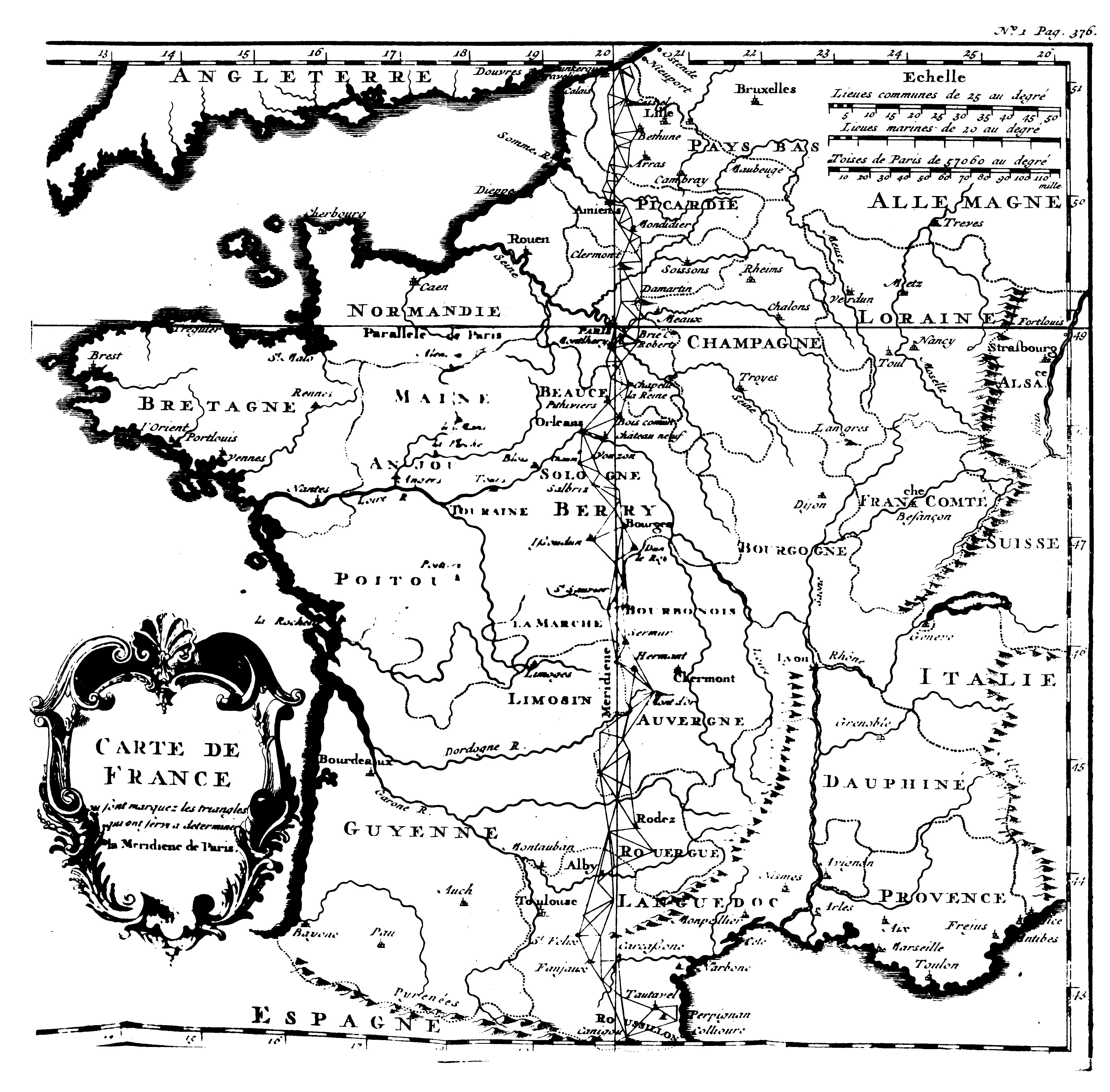
Triangulation des Meridians von Paris, 1720
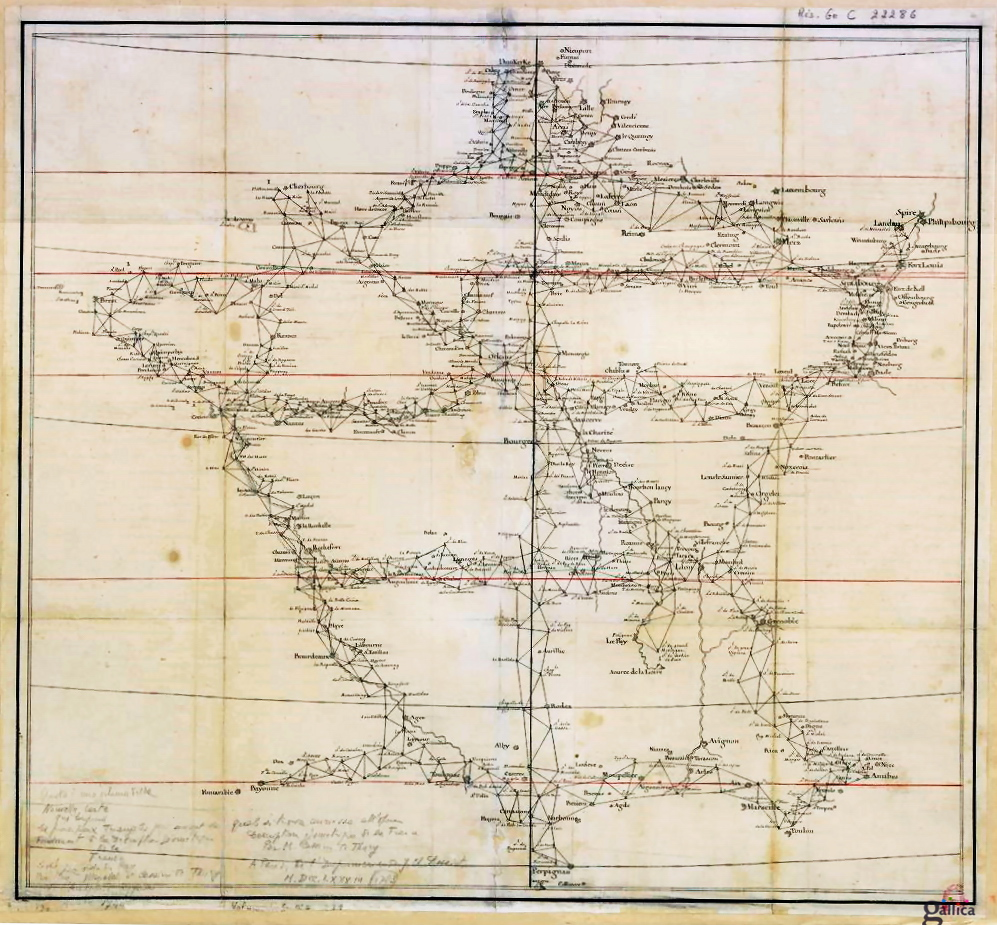
Karte mit den Quertriangulationen, 1744
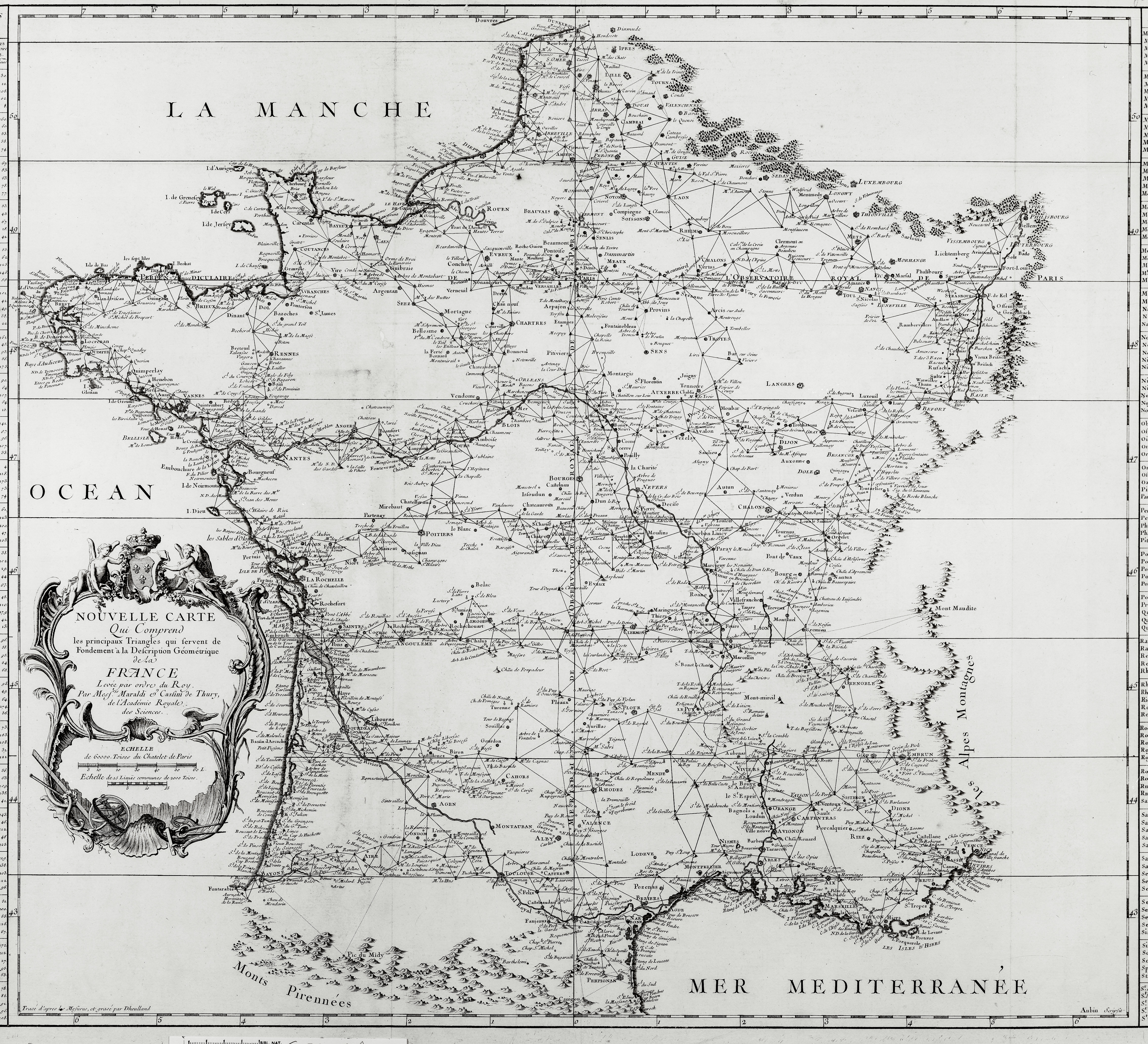
Nouvelle Carte … de la France mit den weiteren Triangulationen, 1744
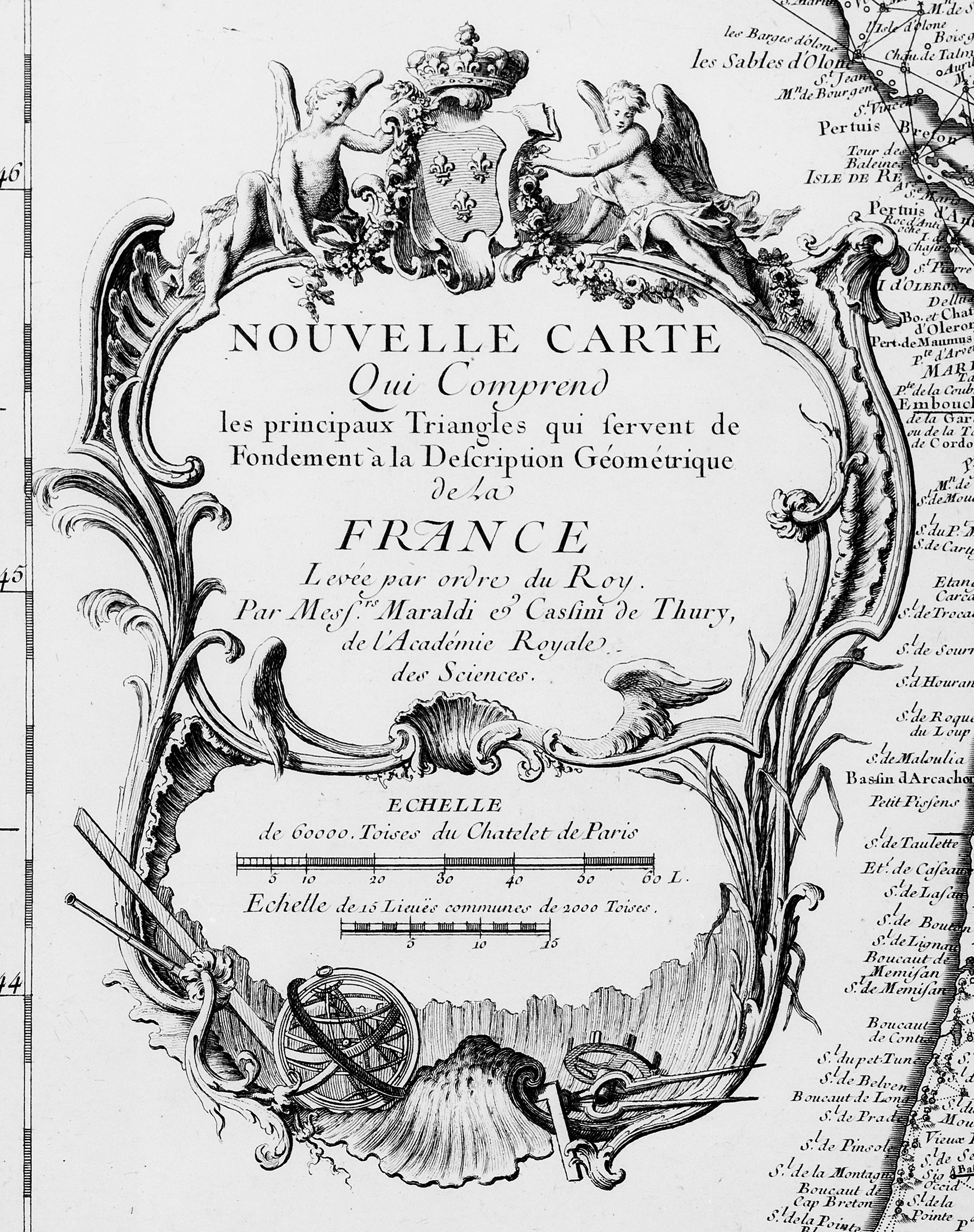
Kartusche der vorstehenden Karte
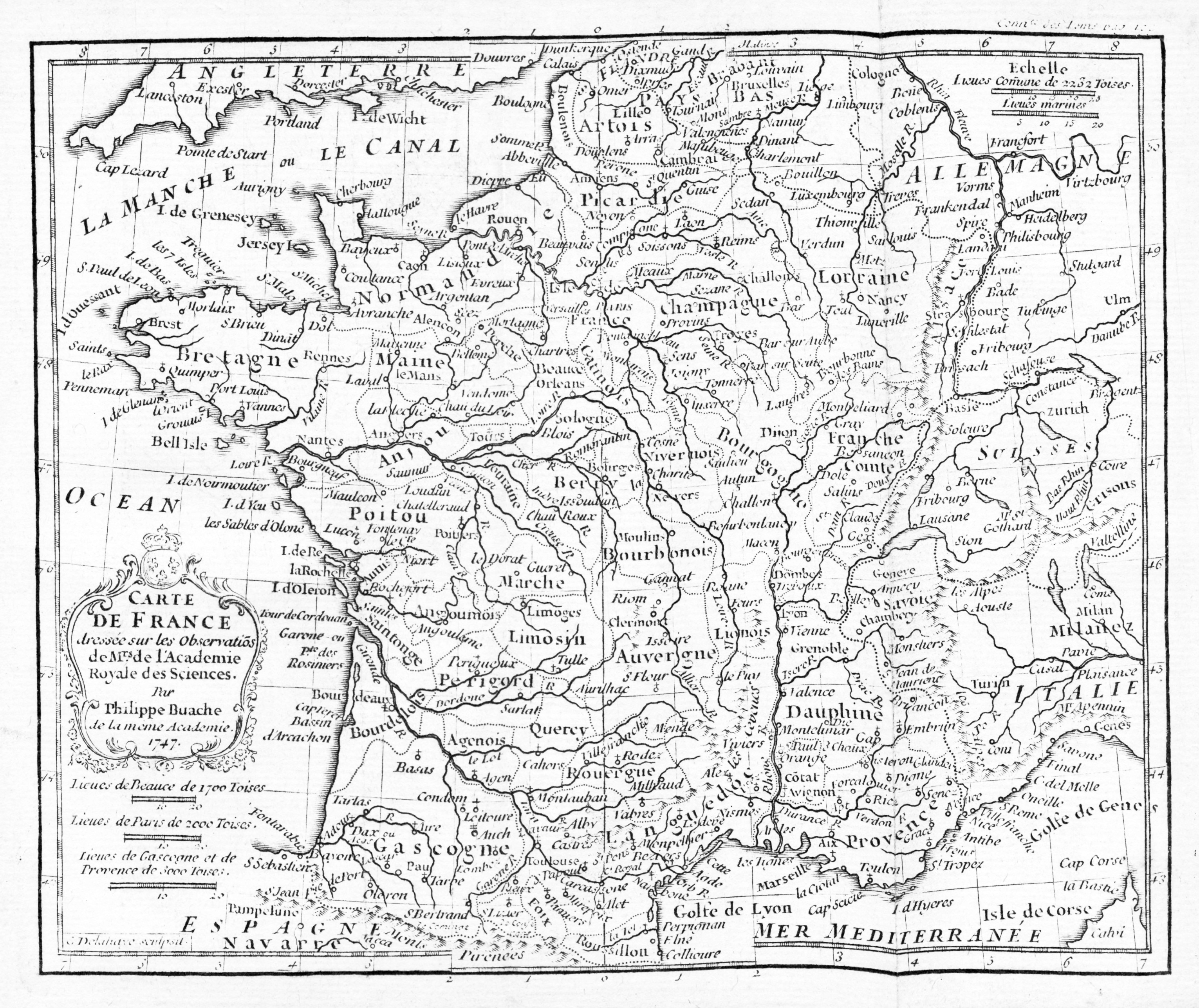
Carte de France von Philippe Buache, 1747
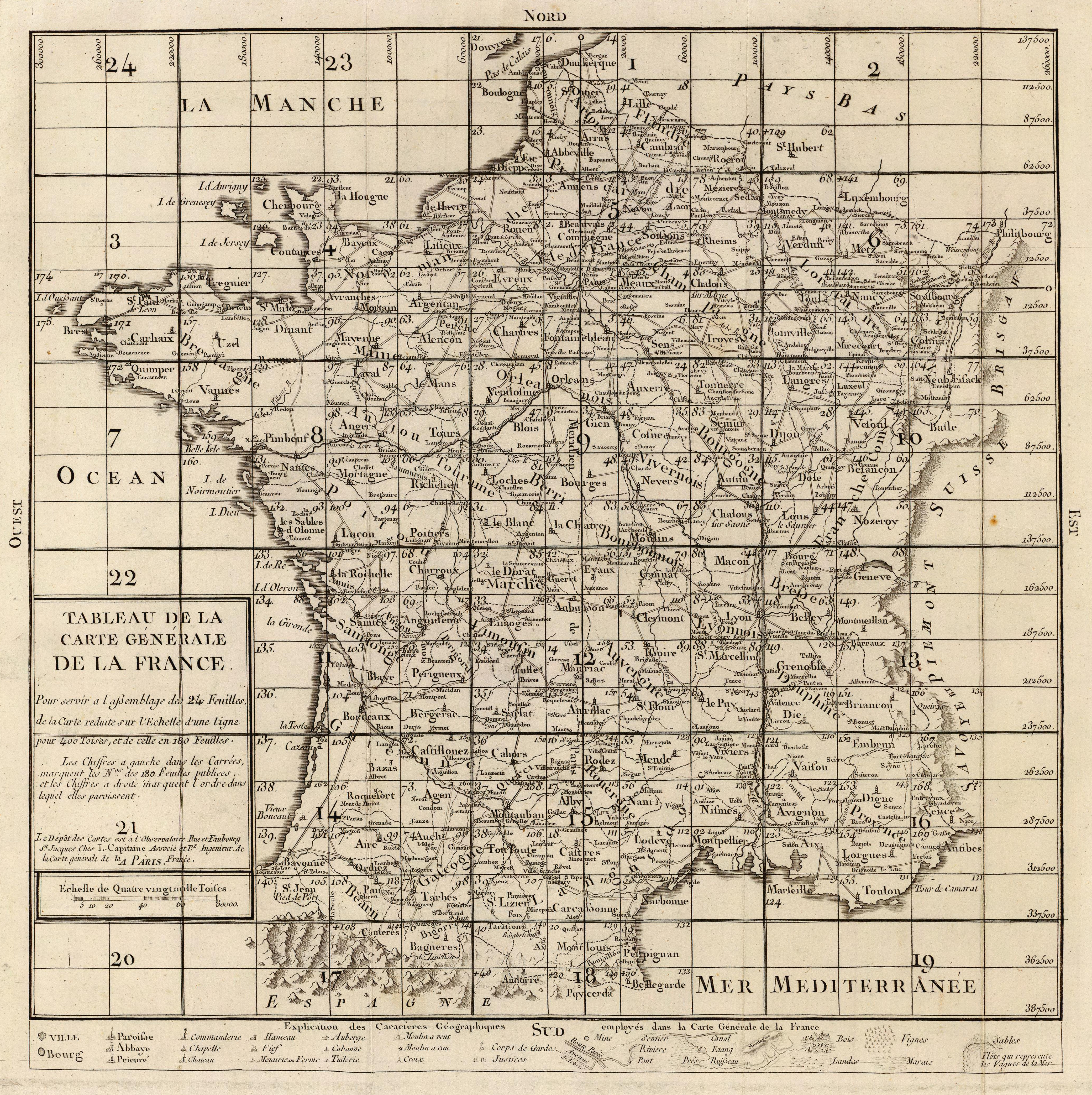
Übersichtskarte mit Einteilung der Einzelblätter, 1797
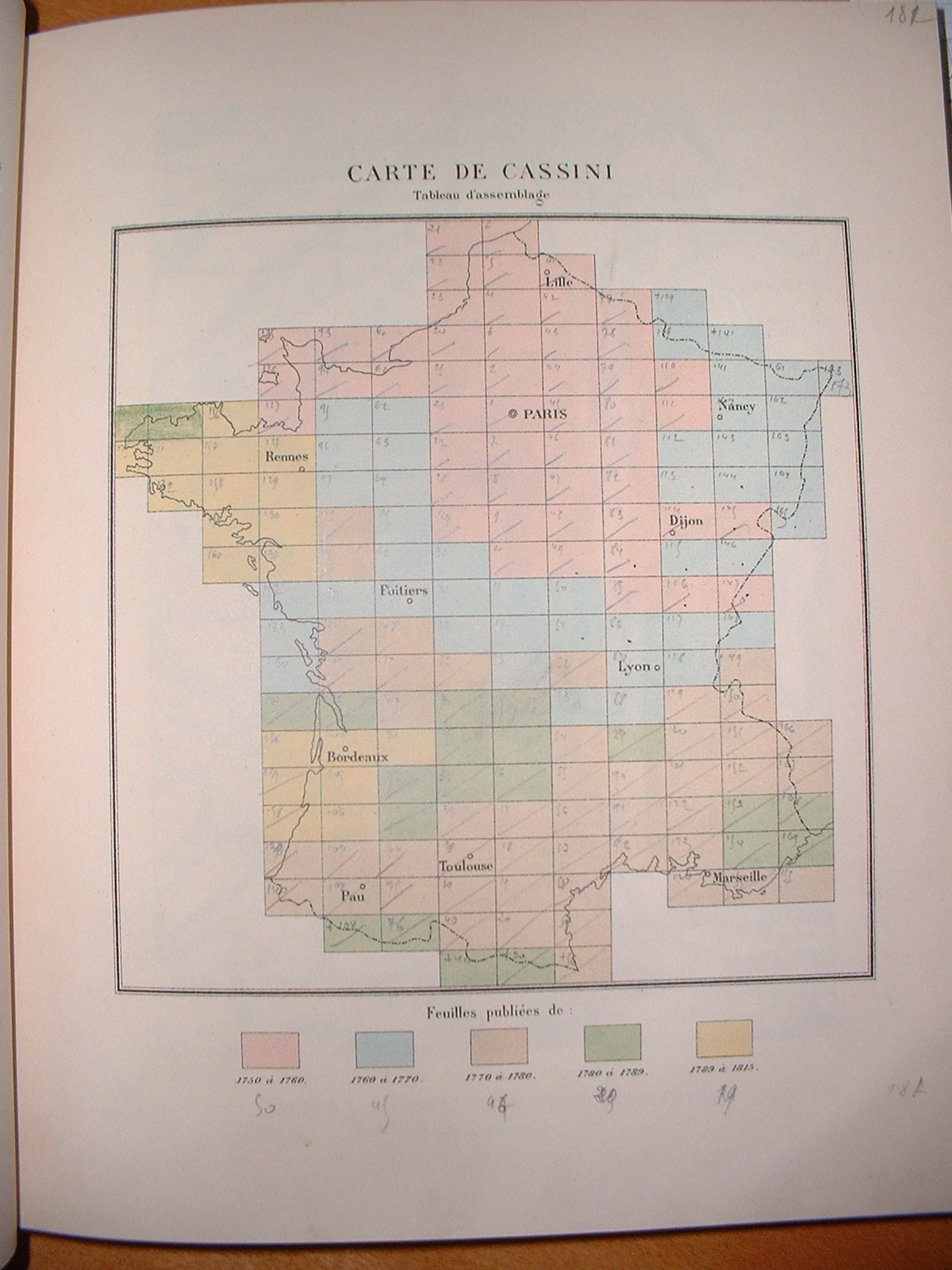
Erscheinungsperioden der einzelnen Kartenblätter

## Film
- Die Cassini-Karten – Sternstunden der Kartographie, Mit offenen Karten, ARTE 2011